# じゃがじゃがサタデー
『じゃがじゃがサタデー』は、2014年4月5日から2019年3月30日までテレビ宮崎で毎週土曜 12時00分 - 12時55分に生放送されていた宮崎県のローカルワイド番組である。

## 出演者

### 司会者
- 高橋巨典
- 武田華奈
- 渕上明里
- 藤崎祐貴

## 過去の出演者
- 小西麻衣子
- 興梠裕子
- 岩下克樹
- 木村友南

## 主なコーナー
巨典の会いたい！
高橋巨典が県内各地で様々な人々を取材する。
宮崎縣宝（けんぽう）
岩下克樹が県内で注目されている「お宝」を紹介する。
うまいの秘密
毎回ひとつの料理を取り上げ、なぜその料理が美味しいのかを解明する。
いいね絵ギャラリー
番組公式Facebookに寄せられた写真を紹介する。
巨典典々
高橋巨典が県内各地でお題に沿ったロケを行う。

## スタッフ
- ディレクター：藤並秀行、阿部祐也、井上81、戸髙克仁
- プロデューサー：那須信介